# Ентрімо
Ентрімо (гал. Entrimo, ісп. Entrimo) — муніципалітет в Іспанії, у складі автономної спільноти Галісія, у провінції Оренсе. Населення — 1367 осіб (2009).

## Географія
Муніципалітет розташований на португальсько-іспанському кордоні.
Муніципалітет розташований на відстані близько 410 км на північний захід від Мадрида, 49 км на південний захід від Оренсе.
Муніципалітет складається з таких паррокій: Ентрімо, Галес, А-Ілья, А-Перейра, Венсеанс.

## Демографія
Динаміка населення (INE ):

## Галерея зображень

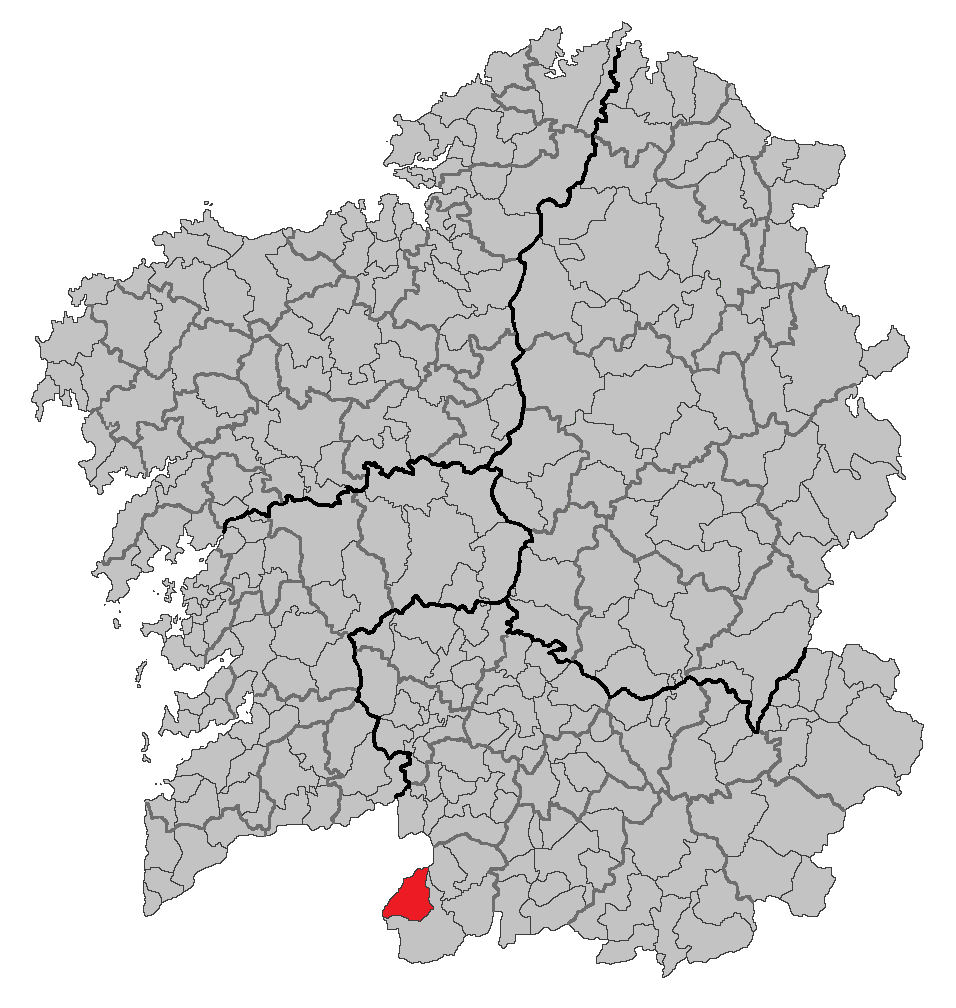
Розташування муніципалітету